# Rozelieures
Rozelieures település Franciaországban, Meurthe-et-Moselle megyében. Lakosainak száma 183 fő (2022. január 1.). Rozelieures Borville, Clayeures, Moriviller, Remenoville, Saint-Boingt, Saint-Rémy-aux-Bois és Vennezey községekkel határos.

## Népesség
A település népessége az elmúlt években az alábbi módon változott:
| Lakosok száma | 166  | 135  | 138  | 160  | 192  | 191  | 191  | 191  | 188  | 183  |
|               | 1968 | 1982 | 1990 | 2006 | 2013 | 2015 | 2017 | 2019 | 2020 | 2022 |